# Ruatoria
Ruatoria es un género de foraminífero bentónico de la subfamilia Uvigerininae, de la familia Uvigerinidae, de la superfamilia Buliminoidea, del suborden Buliminina y del orden Buliminida. Su especie tipo es Ruatoria ruatoria. Su rango cronoestratigráfico abarca desde el Aquitaniense (Mioceno inferior) hasta el Tortoniense (Mioceno medio).

## Discusión
Clasificaciones previas incluían Ruatoria en el suborden Rotaliina del orden Rotaliida.

## Clasificación
Ruatoria incluye a la siguiente especie:
- Ruatoria ruatoria †